# Gewaltlosigkeit
Gewaltlosigkeit oder Gewaltfreiheit ist ein Prinzip, das Gewalt ablehnt und zu überwinden sucht.
Terminologisch wird zwischen gewaltlos (situativer Gewaltverzicht) und gewaltfrei (prinzipieller Gewaltverzicht) unterschieden. Mahatma Gandhi sprach von der situationsbezogenen, taktischen „Gewaltlosigkeit der Schwachen“ und der prinzipiellen „Gewaltlosigkeit der Starken“, die für ihn mit der „Kraft der Wahrheit (Satyagraha)“ verbunden war. Gewaltfreie Theoriebildung, verbunden mit direkten Aktionen, z. B. Streik, Kriegsdienstverweigerung und Generalstreik gegen Krieg (u. a.) gab es ab ca. 1890 in der internationalen Arbeiterbewegung.
Der Begriff „gewaltfrei“ wurde in Deutschland zuerst 1951 von Nikolaus Koch verwendet (s. u.) und verbreitete sich später durch die Publikationen des Politikwissenschaftlers Theodor Ebert Ende der 1960er / Anfang der 1970er Jahre. Anfang der 1970er bis Ende der 1990er Jahre strebte in Deutschland die Graswurzelbewegung eine gewaltfreie Revolution, im Sinne einer tiefgreifenden gesellschaftlichen Umwälzung, „in der durch Macht von unten alle Formen von Gewalt und Herrschaft abgeschafft werden sollen“ an. Günther Gugel definierte Gewaltfreiheit 1983 als: „ein Lebensprinzip, das Gewalt und Gewaltanwendung im privaten Raum und im gesellschaftlichen Bereich ablehnt und bekämpft. Gewaltfreiheit umfasst dabei alle Lebensbereiche: Das Verhältnis zum Mitmenschen, zur Natur, zur Gesellschaft und auch die Einstellung zu sich selbst.“
Gene Sharp unterscheidet 198 Methoden der Gewaltfreien Aktion. Gewaltfreiheit folgt der Überzeugung, dass Gewalt oder deren Androhung Probleme nicht lösen, Ungerechtigkeit und Unterdrückung nicht beseitigen kann. Gewaltlosigkeit ist nicht Wehrlosigkeit, Passivität und Tatenlosigkeit. Konflikte sollen nicht vermieden, sondern durch gewaltfreien Widerstand geregelt werden. Wesentliches Element der Erziehung zur Gewaltfreiheit ist ferner das Erlernen von Methoden der Konfliktbearbeitung.

## Religionen
Gewaltlosigkeit wurde bereits von einigen Religionsstiftern des Altertums gefordert, beispielsweise von Siddhartha Gautama, Mahavira und Jesus von Nazaret. In der Neuzeit gilt der Inder Mahatma Gandhi als „Apostel der Gewaltlosigkeit“ und Pazifist schlechthin. Bei Gandhi hatte der Begriff der Gewaltlosigkeit aber eine andere Bedeutung, als man ihn heutzutage in Rückbezug auf Gandhi versteht. Ihm ging es um das Prinzip des Satyagraha, übersetzbar mit dem Begriff „Gütekraft“, d. h. Festhalten an der Kraft der Wahrheit und der Liebe. Diese Kraft könne jeder einzelne besitzen und benutzen. Gandhis Idee ist: „Jede und jeder soll unabhängig davon, was irgendeine andere Person tut, damit beginnen gut zu sein; dann wird die Güte des einen zurückgestrahlt im andern.“
Begründend schreibt er:
„Die Grundbedeutung von Gewaltfreiheit ist Festhalten an der Wahrheit, Kraft der Wahrheit (Satyagraha). […] Bei der Anwendung von Gewaltfreiheit entdeckte ich schon sehr früh, dass die Wahrheitssuche es nicht erlaubt, dem Gegner Gewalt anzutun. Er muss vielmehr durch Geduld und Mitgefühl von seinem Irrtum abgebracht werden.“
Oft wird in diesem Zusammenhang auch der Begriff ahimsa gebraucht, der aus den Upanishaden stammt und von Gandhi aufgegriffen wurde. Ahimsa umfasst mehr als nur gewaltlosen Widerstand oder gewaltfreie Aktion. Ahimsa bezeichnet eine Lebens- und Geisteshaltung, die grundsätzlich eine Schädigung und Verletzung von Lebewesen aller Art vermeidet. Dazu gehören nach Gandhi auch negative Gedanken, Lüge, Hass und übermäßige Eile. Durch Leidensfähigkeit, Geduld und andauerndes Bemühen lernt der Mensch mit sich selbst und anderen in Frieden zu leben.
In der jüdischen Religion gibt es Begründungen für Gewaltlosigkeit mit Martin Buber in Israel.

## Humanismus
Gewaltlosigkeit ist seit der griechischen Antike Thema im Humanismus, insbesondere im weltlichen Humanismus. Die griechische Polis verstand sich ausdrücklich als eine Gesellschaftsverfassung, die nicht auf Gewalt basierte. Sie hatte den Anspruch, dass der Mensch mündig sei zur Selbstregierung, Selbstbestimmung und Autonomie – zu beachten ist, dass dies nur für Bürger der Polis und beispielsweise nicht für Sklaven galt. Daran ausgerichtet war das politische Handeln eine ständige Bildungsaufgabe.
Gewaltlosigkeit im weltlichen Humanismus beruft sich u. a. auch auf Menschenrechte und Menschenwürde und die Ziel-Mittel-Korrelation. Das bedeutet, dass das Handeln an dem Ziel ausgerichtet sein sollte. Im Handeln und den tagespolitischen Forderungen soll das Ziel erkennbar sein.
In der Erziehung in westlichen Staaten kam es zu einer weitgehenden Abkehr von Gewalt in der Erziehung. Ihren Niederschlag fand diese Entwicklung auch in der Gesetzgebung, so auch in Deutschland im Gesetz zur Ächtung von Gewalt in der Erziehung vom 2. November 2000.
In der Neuzeit haben Wissenschaftler auch die ethischen Prinzipien untersucht, die die Praxis der Gewaltlosigkeit unterstützen. Der Philosoph Robert L. Holmes argumentiert, dass die mit der Kriegsführung im Allgemeinen verbundene Gewalt im modernen Zeitalter der Atomwaffen niemals moralisch zulässig sei. Holmes argumentiert weiter, dass die "Theorien des gerechten Krieges" keine ausreichenden Rechtfertigungen für die Führung von Kriegen in der Neuzeit böten und dass Kriege wirksamer gemildert und gelöst werden könnten, indem man vier Prinzipien verwende, die in einer Philosophie des "säkularen Pazifismus" und des „moralischen Personalismus“ enthalten seien.

## Arbeiter- und Gewerkschaftsbewegung
Sogenannte Kampfmaßnahmen in der Arbeiter- und Gewerkschaftsbewegung waren in der Regel gewaltloses Handeln, z. B. bei Streiks, Betriebsbesetzungen und anderen direkten Aktionen. Der Friedensforscher Gernot Jochheim hat in seiner wissenschaftlichen Studie über die Entwicklung der Gewaltfreiheitstheorie in der europäischen antimilitaristischen und sozialistischen Bewegung 1890–1940 hingewiesen. Theorien der Gewaltlosigkeit gab es in diesem gesellschaftlichen Spektrum verbunden mit Gewaltkritik in den gesellschaftlichen Konflikten. Das waren Bewegungen, die sich als Anarcho-Syndikalisten, revolutionäre Unionisten und Rätekommunisten bezeichneten (z. B. Rudolf Rocker, Henriette Roland Holst, Anton Pannekoek und andere).

## Gedenktage
Der Eröffnungstag der ordentlichen Tagung der UNO-Generalversammlung wurde seit 1981 offiziell als Internationaler Friedenstag gefeiert. Am 7. September 2001 beschloss die Generalversammlung in ihrer Resolution 55/282, den Weltfriedenstag jedes Jahr am 21. September als einen „Tag der Gewaltlosigkeit“ und der weltweiten Waffenruhe zu würdigen. Seit 2007 wird am 2. Oktober, dem Geburtstag Mahatma Gandhis, der  Internationale Tag der Gewaltlosigkeit als ein Gedenktag der Vereinten Nationen begangen.
Dieses Datum ist eine Aufforderung an alle Nationen und Menschen, jegliche Feindseligkeiten an diesem Tag einzustellen. Auch die Waffen sollten an diesem Tag niedergelegt werden, um ohne Angst vor unmittelbarer Zerstörung humanitäre Hilfe leisten, Zivilisten aus umkämpften Gebieten bringen und Schutzräume errichten zu können.
Andere Vorschläge für den „Tag der Gewaltlosigkeit“ sind z. B. der 9. Oktober. An diesem Tag gelang es 1989 den Leipzigern mit einer friedlichen Massendemonstration erstmals, die SED-Machthaber an der Gewaltanwendung zu hindern.